# Allogamus ausoniae
Allogamus ausoniae är en nattsländeart som beskrevs av Moretti 1991. Allogamus ausoniae ingår i släktet Allogamus och familjen husmasknattsländor. Inga underarter finns listade i Catalogue of Life.